# Melanocetus
Melanocetus är det enda släktet i familjen Melanocetidae (i underordningen djuphavsmarulkar, Ceratioidei). Fyra av de fem kända arterna är utbredda i tropiska till tempererade vatten i Atlanten, Indiska Oceanen och Stilla Havet, medan den femte (M. rossi) endast är funnen i Rosshavet. De lever i den batypelagiska zonen.
Namnet kommer från grekiska μελανός melanos "svart" eller "mörk" och κῆτος ketos "havsmonster" (även "stor fisk", eller "val").
Melanocetus johnsonii avbildades på omslaget av Time Magazine den 14 augusti 1995 och har blivit något av djuphavsfaunans "flaggskepp".

## Utseende
Melanocetiidae skiljer sig från alla andra familjer av djuphavsmarulkar genom att ha 12 till 17 strålar i ryggfenan, vanligen 13-16. Honorna är klotformiga, den längsta fångade var 154 mm lång, och har en stor mun med åtskilliga syllika tänder. Esca (det bioluminiscenta "betet" i toppen på den till "metspö" ombildade första strålen i ryggfenan - illicium) är ogrenat.
Liksom hos övriga djuphavsmarulkar är könsdimorfismen stor. Hanarna är slanka och saknar både illicium och tänder i käkarna. Den största fångade hanen var 28 mm. Till skillnad från många andra djuphavsmarulkar är hanarna frilevande och lever inte parasitiskt på honan.
Individer av båda könen är mörkbruna till svarta.

## Arter
Fem arter av Melanocetus listas på FishBase
- Melanocetus eustalus Pietsch & Van Duzer, 1980
- Melanocetus johnsonii Günther, 1864
- Melanocetus murrayi Günther, 1887
- Melanocetus niger Regan, 1925
- Melanocetus rossi Balushkin & Fedorov, 1981